# Vladimir Bartol
Vladimir Bartol (Trieste, 24 de fevereiro de 1903 – Liubliana, 12 de setembro de 1967) foi um escritor esloveno, pertencente à minoria eslovena na Itália. É mundialmente conhecido por seu romance Alamut (1938), o mais famoso livro da literatura eslovena, traduzido para vários idiomas.

## Biografia
Bartol nasceu em 1903 no bairro de Sveti Ivan, um reduto austro-húngaro em Triste, hoje na Itália. Proveniente de uma família de classe média, seu pai, Gregor Bartol, trabalhava no Correio e sua mãe, Marica Bartol Nadlišek era professora, editora e escritora de obras feministas. Bartol era o terceiro filho entre os sete do casal, aos quais os pais ofereceram uma ampla educação. Sua mãe lhe introduziu à pintura, enquanto seu pai dividiu com o filho seu interesse pela biologia. Bartol começou a estudar filosofia, psicologia e biologia, além de se interessar por arte, literatura e teatro.
O ensino fundamental e médio Bartol completou em Triste, mudando-se para Liubliana onde ingressou na Universidade de Liubliana para estudar biologia e filosofia. Lá ele conheceu o filósofo esloveno Klement Jug que o introduziu aos trabalhos de Friedrich Nietzsche, estudando também os trabalhos de Sigmund Freud. Formou-se em 1925, mas continuou seus estudos no ano seguinte na Sorbonne, em Paris, onde obteve uma bolsa.
Serviu ao Exército em Petrovaradin, hoje na Sérvia. De 1933 a 1934, morou em Belgrado, onde editou o Slovenian Belgrade Weekly. Retornaria para Liubliana para trabalhar como escritor freelancer até 1941. Durante a Segunda Guerra Mundial, foi membro ativo da resistência eslovena e dos partisans. Após a guerra, ele se mudou novamente para sua cidade natal, onde passou uma década trabalhando, até 1956. Tornou-se membro da Academia Eslovena de Ciências e Artes onde trabalhou até sua morte, em Liubliana.

## Carreira
Bartol foi muito influenciado pela filosofia de Friedrich Nietzsche, pelas ideias de Maquiavel, pelo expressionismo e pela psicanálise. Seus textos falam da vontade de poder, da verdade e do engano e da manipulação das pessoas. Sua literatura se desviou da literatura contemporânea do realismo social. O interesse por ele em seu país e no exterior aumentou acentuadamente com reimpressões e traduções na década de 1980.
Como um dos mais de cem mil refugiados do litoral na Segunda Guerra, Bartol simpatizou com a organização TIGR (abreviação de Trieste, Istria, Gorizia e Rijeka) uma organização clandestina revolucionária de patriotas eslovenos e croatas, nacionalistas e, acima de tudo, antifascistas. Tal influência seria sentida em seus livros, principalmente na coletânea Al Araf e no romance Alamut, que pode ser lido como uma alegoria ao TIGR e a luta contra a repressão italiana da minoria eslovena entre 1920 e 1947.
Alamut também é uma alusão aos regimes totalitários que emergiram na Europa nos anos 1930. Bartol escreveu em suas notas para a segunda edição de Alamut em 1958 que, em algum momento da escrita, seus personagens começaram a falar com ele, e os eventos históricos mundiais fluíram em seu romance: no norte, Hitler com seu fanático corpo da SS pressionado a fronteira; a oeste, Mussolini, que já havia subjugado um terço dos eslovenos e grande parte dos croatas, ameaçava a Eslovênia e toda a Iugoslávia; no leste, o Stalin assumiu a herança da revolução de Lenin e começou com seus processos violentos contra o próprio povo. Alamut é um relato bastante fiel do início da história dos ismaelitas em 1092, que estabeleceu uma seita de assassinos liderada por Hassan Ibn Saba, e ao mesmo tempo uma alusão ao período de terríveis ditadores entre as duas guerras.

## Morte
Bartol morreu em 12 de setembro de 1967, em Liubliana, aos 64 anos. Ele foi sepultado no Cemitério Žale, na capital eslovena.

## Publicações
- Lopez (1932, peça de teatro);
- Al Araf (1935, coletânea com contos);
- Alamut (1938, romance), publicado no Brasil em 2022 pela Editora Morro Branco;
- Tržaške humoreske (1957, coletânea com contos);
- Čudež na vasi (1984, romance);
- Don Lorenzo (1985, conto);
- Mladost pri Svetem Ivanu (2001, autobiografia);